# Divizia A 1997-1998
Sezonul 1997-1998 al Diviziei A a fost cea de-a 80-a ediție a Campionatului de Fotbal al României, și a 60-a de la introducerea sistemului divizionar. A început pe 2 august 1997 și s-a terminat pe 2 mai 1998. Campioana en titre, Steaua București, a reușit să își apere cu succes titlul de campioană pentru a șasea oară consecutiv, egalând recordul stabilit de Chinezul Timișoara între anii 1922 și 1927. Pentru Steaua, acesta a fost cel de-al 20-lea titlu de campioană din istorie, fiind prima și, până în prezent, singura echipă din România care atinge această bornă.
Campionatul s-a terminat mai devreme decât de obicei în vederea pregătirii echipei naționale de fotbal pentru Campionatul Mondial de Fotbal 1998.

## Stadioane
| Steaua București   | FC U Craiova | Rapid București | FCM Bacău             |
| ------------------ | --- | --- | --------------------- |
| Steaua             | Ion Oblemenco | Rapid-Giulești | Municipal             |
| Capacitate: 28.365 | Capacitate: 37.000 | Capacitate: 19.100 | Capacitate: 17.500    |
|                    | | |                       |
| Dinamo București   | Argeș Pitești | Național București | Petrolul Ploiești     |
| Dinamo             | Municipal | Cotroceni | Ilie Oană             |
| Capacitate: 15.032 | Capacitate: 15.000 | Capacitate: 14.542 | Capacitate: 20.000    |
|                    | | |                       |
| Oțelul Galați      | ArgeșBacăuOțelulPetrolulCeahlăulChindiaGloriaFarulUniversitateaJiulReșițaForestaUniversitateaBucureștiEchipele din București: · Dinamo · Național · Rapid · Sportul · Steaua · Divizia A 1997-1998 (România) DinamoNaționalRapidSteauaSportul Locația echipelor din București. | ArgeșBacăuOțelulPetrolulCeahlăulChindiaGloriaFarulUniversitateaJiulReșițaForestaUniversitateaBucureștiEchipele din București: · Dinamo · Național · Rapid · Sportul · Steaua · Divizia A 1997-1998 (România) DinamoNaționalRapidSteauaSportul Locația echipelor din București. | Ceahlăul Piatra Neamț |
| Oțelul             | ArgeșBacăuOțelulPetrolulCeahlăulChindiaGloriaFarulUniversitateaJiulReșițaForestaUniversitateaBucureștiEchipele din București: · Dinamo · Național · Rapid · Sportul · Steaua · Divizia A 1997-1998 (România) DinamoNaționalRapidSteauaSportul Locația echipelor din București. | ArgeșBacăuOțelulPetrolulCeahlăulChindiaGloriaFarulUniversitateaJiulReșițaForestaUniversitateaBucureștiEchipele din București: · Dinamo · Național · Rapid · Sportul · Steaua · Divizia A 1997-1998 (România) DinamoNaționalRapidSteauaSportul Locația echipelor din București. | Ceahlăul              |
| Capacitate: 13.500 | ArgeșBacăuOțelulPetrolulCeahlăulChindiaGloriaFarulUniversitateaJiulReșițaForestaUniversitateaBucureștiEchipele din București: · Dinamo · Național · Rapid · Sportul · Steaua · Divizia A 1997-1998 (România) DinamoNaționalRapidSteauaSportul Locația echipelor din București. | ArgeșBacăuOțelulPetrolulCeahlăulChindiaGloriaFarulUniversitateaJiulReșițaForestaUniversitateaBucureștiEchipele din București: · Dinamo · Național · Rapid · Sportul · Steaua · Divizia A 1997-1998 (România) DinamoNaționalRapidSteauaSportul Locația echipelor din București. | Capacitate: 12.500    |
|                    | ArgeșBacăuOțelulPetrolulCeahlăulChindiaGloriaFarulUniversitateaJiulReșițaForestaUniversitateaBucureștiEchipele din București: · Dinamo · Național · Rapid · Sportul · Steaua · Divizia A 1997-1998 (România) DinamoNaționalRapidSteauaSportul Locația echipelor din București. | ArgeșBacăuOțelulPetrolulCeahlăulChindiaGloriaFarulUniversitateaJiulReșițaForestaUniversitateaBucureștiEchipele din București: · Dinamo · Național · Rapid · Sportul · Steaua · Divizia A 1997-1998 (România) DinamoNaționalRapidSteauaSportul Locația echipelor din București. |                       |
| Farul Constanța    | ArgeșBacăuOțelulPetrolulCeahlăulChindiaGloriaFarulUniversitateaJiulReșițaForestaUniversitateaBucureștiEchipele din București: · Dinamo · Național · Rapid · Sportul · Steaua · Divizia A 1997-1998 (România) DinamoNaționalRapidSteauaSportul Locația echipelor din București. | ArgeșBacăuOțelulPetrolulCeahlăulChindiaGloriaFarulUniversitateaJiulReșițaForestaUniversitateaBucureștiEchipele din București: · Dinamo · Național · Rapid · Sportul · Steaua · Divizia A 1997-1998 (România) DinamoNaționalRapidSteauaSportul Locația echipelor din București. | Sportul Studențesc    |
| Farul              | ArgeșBacăuOțelulPetrolulCeahlăulChindiaGloriaFarulUniversitateaJiulReșițaForestaUniversitateaBucureștiEchipele din București: · Dinamo · Național · Rapid · Sportul · Steaua · Divizia A 1997-1998 (România) DinamoNaționalRapidSteauaSportul Locația echipelor din București. | ArgeșBacăuOțelulPetrolulCeahlăulChindiaGloriaFarulUniversitateaJiulReșițaForestaUniversitateaBucureștiEchipele din București: · Dinamo · Național · Rapid · Sportul · Steaua · Divizia A 1997-1998 (România) DinamoNaționalRapidSteauaSportul Locația echipelor din București. | Regie                 |
| Capacitate: 15.520 | ArgeșBacăuOțelulPetrolulCeahlăulChindiaGloriaFarulUniversitateaJiulReșițaForestaUniversitateaBucureștiEchipele din București: · Dinamo · Național · Rapid · Sportul · Steaua · Divizia A 1997-1998 (România) DinamoNaționalRapidSteauaSportul Locația echipelor din București. | ArgeșBacăuOțelulPetrolulCeahlăulChindiaGloriaFarulUniversitateaJiulReșițaForestaUniversitateaBucureștiEchipele din București: · Dinamo · Național · Rapid · Sportul · Steaua · Divizia A 1997-1998 (România) DinamoNaționalRapidSteauaSportul Locația echipelor din București. | Capacitate: 15.000    |
|                    | ArgeșBacăuOțelulPetrolulCeahlăulChindiaGloriaFarulUniversitateaJiulReșițaForestaUniversitateaBucureștiEchipele din București: · Dinamo · Național · Rapid · Sportul · Steaua · Divizia A 1997-1998 (România) DinamoNaționalRapidSteauaSportul Locația echipelor din București. | ArgeșBacăuOțelulPetrolulCeahlăulChindiaGloriaFarulUniversitateaJiulReșițaForestaUniversitateaBucureștiEchipele din București: · Dinamo · Național · Rapid · Sportul · Steaua · Divizia A 1997-1998 (România) DinamoNaționalRapidSteauaSportul Locația echipelor din București. |                       |
| CSM Reșița         | ArgeșBacăuOțelulPetrolulCeahlăulChindiaGloriaFarulUniversitateaJiulReșițaForestaUniversitateaBucureștiEchipele din București: · Dinamo · Național · Rapid · Sportul · Steaua · Divizia A 1997-1998 (România) DinamoNaționalRapidSteauaSportul Locația echipelor din București. | ArgeșBacăuOțelulPetrolulCeahlăulChindiaGloriaFarulUniversitateaJiulReșițaForestaUniversitateaBucureștiEchipele din București: · Dinamo · Național · Rapid · Sportul · Steaua · Divizia A 1997-1998 (România) DinamoNaționalRapidSteauaSportul Locația echipelor din București. | Foresta Fălticeni     |
| Mircea Chivu       | ArgeșBacăuOțelulPetrolulCeahlăulChindiaGloriaFarulUniversitateaJiulReșițaForestaUniversitateaBucureștiEchipele din București: · Dinamo · Național · Rapid · Sportul · Steaua · Divizia A 1997-1998 (România) DinamoNaționalRapidSteauaSportul Locația echipelor din București. | ArgeșBacăuOțelulPetrolulCeahlăulChindiaGloriaFarulUniversitateaJiulReșițaForestaUniversitateaBucureștiEchipele din București: · Dinamo · Național · Rapid · Sportul · Steaua · Divizia A 1997-1998 (România) DinamoNaționalRapidSteauaSportul Locația echipelor din București. | Areni                 |
| Capacitate: 12.500 | ArgeșBacăuOțelulPetrolulCeahlăulChindiaGloriaFarulUniversitateaJiulReșițaForestaUniversitateaBucureștiEchipele din București: · Dinamo · Național · Rapid · Sportul · Steaua · Divizia A 1997-1998 (România) DinamoNaționalRapidSteauaSportul Locația echipelor din București. | ArgeșBacăuOțelulPetrolulCeahlăulChindiaGloriaFarulUniversitateaJiulReșițaForestaUniversitateaBucureștiEchipele din București: · Dinamo · Național · Rapid · Sportul · Steaua · Divizia A 1997-1998 (România) DinamoNaționalRapidSteauaSportul Locația echipelor din București. | Capacitate: 12.500    |
|                    | ArgeșBacăuOțelulPetrolulCeahlăulChindiaGloriaFarulUniversitateaJiulReșițaForestaUniversitateaBucureștiEchipele din București: · Dinamo · Național · Rapid · Sportul · Steaua · Divizia A 1997-1998 (România) DinamoNaționalRapidSteauaSportul Locația echipelor din București. | ArgeșBacăuOțelulPetrolulCeahlăulChindiaGloriaFarulUniversitateaJiulReșițaForestaUniversitateaBucureștiEchipele din București: · Dinamo · Național · Rapid · Sportul · Steaua · Divizia A 1997-1998 (România) DinamoNaționalRapidSteauaSportul Locația echipelor din București. |                       |
| Gloria Bistrița    | Chindia Târgoviște | Jiul Petroșani | Universitatea Cluj    |
| Gloria             | Eugen Popescu | Jiul | Ion Moina             |
| Capacitate: 7.800  | Capacitate: 6.500 | Capacitate: 30.000 | Capacitate: 28.000    |
|                    | | |                       |

## Clasament
| Loc | Echipă                    | Pct. | MJ | V  | E | Î  | GM | GP  | DG  | Calificare sau retrogradare              |
| --- | ------------------------- | ---- | -- | -- | - | -- | -- | --- | --- | ---------------------------------------- |
| 1.  | Steaua București (C)      | 80   | 34 | 25 | 5 | 4  | 83 | 36  | +47 | Liga Campionilor 1998-99 Turul II        |
| 2.  | Rapid București           | 78   | 34 | 24 | 6 | 4  | 70 | 24  | +46 | Cupa Cupelor 1998-99 Runda de calificare |
| 3.  | Argeș Pitești             | 65   | 34 | 20 | 5 | 9  | 56 | 38  | +18 | Cupa UEFA 1998-99 Turul I                |
| 4.  | Oțelul Galați             | 64   | 34 | 20 | 4 | 10 | 54 | 28  | +26 | Cupa UEFA 1998-99 Turul I                |
| 5.  | FC Național               | 60   | 34 | 18 | 6 | 10 | 57 | 40  | +17 | Cupa Intertoto 1998 Prima rundă          |
| 6.  | Dinamo București          | 54   | 34 | 17 | 3 | 14 | 66 | 50  | +16 |                                          |
| 7.  | CSM Reșița                | 51   | 34 | 15 | 6 | 13 | 55 | 49  | +6  |                                          |
| 8.  | FCU Craiova               | 49   | 34 | 15 | 4 | 15 | 65 | 46  | +19 |                                          |
| 9.  | Ceahlăul                  | 49   | 34 | 14 | 7 | 13 | 46 | 49  | −3  |                                          |
| 10. | FCM Bacău                 | 45   | 34 | 12 | 9 | 13 | 41 | 42  | −1  |                                          |
| 11. | Gloria Bistrița           | 44   | 34 | 13 | 5 | 16 | 56 | 63  | −7  |                                          |
| 12. | Farul                     | 43   | 34 | 13 | 4 | 17 | 36 | 52  | −16 |                                          |
| 13. | Universitatea Cluj        | 40   | 34 | 11 | 7 | 16 | 42 | 40  | +2  |                                          |
| 14. | Petrolul Ploiești         | 40   | 34 | 11 | 7 | 16 | 41 | 45  | −4  |                                          |
| 15. | Foresta Fălticeni         | 39   | 34 | 10 | 9 | 15 | 32 | 41  | −9  |                                          |
| 16. | CF Chindia Târgoviște (R) | 38   | 34 | 10 | 8 | 16 | 40 | 67  | −27 | Retrogradare în Divizia B 1998-1999      |
| 17. | Sportul Studențesc (R)    | 19   | 34 | 5  | 4 | 25 | 32 | 65  | −33 | Retrogradare în Divizia B 1998-1999      |
| 18. | Jiul Petroșani (R)        | 10   | 34 | 3  | 1 | 30 | 19 | 116 | −97 | Retrogradare în Divizia B 1998-1999      |

1. 1 2  CRA 4-1 CEA; CEA 3-2 CRA
2. 1 2  UCL 2-0 PET; PET 2-1 UCL

### Pozițiile pe etapă
| Etapă/ Echipă                | 1             | 2  | 3  | 4  | 5  | 6  | 7  | 8  | 9  | 10 | 11 | 12 | 13 | 14 | 15 | 16 | 17 | 18 | 19 | 20 | 21 | 22 | 23 | 24 | 25 | 26 | 27 | 28 | 29 | 30 | 31 | 32 | 33 | 34 |   |
| ---------------------------- | ------------- | -- | -- | -- | -- | -- | -- | -- | -- | -- | -- | -- | -- | -- | -- | -- | -- | -- | -- | -- | -- | -- | -- | -- | -- | -- | -- | -- | -- | -- | -- | -- | -- | -- | - |
| Etapă/ Echipă                | Argeș Pitești | 5  | 4  | 4  | 3  | 2  | 1  | 1  | 1  | 1  | 5  | 5  | 5  | 5  | 5  | 5  | 6  | 5  | 5  | 5  | 5  | 5  | 5  | 5  | 5  | 5  | 5  | 5  | 4  | 3  | 3  | 3  | 3  | 3  | 3 |
| Bacău                        | 8             | 11 | 7  | 9  | 11 | 11 | 12 | 12 | 13 | 15 | 16 | 16 | 16 | 17 | 17 | 17 | 17 | 17 | 17 | 16 | 14 | 16 | 15 | 15 | 14 | 12 | 13 | 13 | 12 | 12 | 12 | 11 | 12 | 10 |   |
| Reșița                       | 3             | 5  | 5  | 6  | 6  | 7  | 7  | 7  | 7  | 8  | 7  | 6  | 7  | 8  | 8  | 7  | 8  | 8  | 7  | 6  | 6  | 6  | 7  | 7  | 7  | 7  | 7  | 7  | 8  | 7  | 7  | 8  | 8  | 7  |   |
| Ceahlăul Piatra Neamț        | 10            | 12 | 15 | 10 | 12 | 12 | 9  | 9  | 11 | 9  | 13 | 10 | 10 | 11 | 10 | 10 | 10 | 10 | 10 | 9  | 9  | 8  | 9  | 9  | 9  | 9  | 10 | 9  | 10 | 9  | 9  | 9  | 9  | 9  |   |
| Universitatea Craiova        | 6             | 10 | 6  | 8  | 7  | 6  | 6  | 6  | 6  | 6  | 6  | 8  | 8  | 7  | 6  | 5  | 6  | 7  | 8  | 8  | 8  | 9  | 8  | 8  | 8  | 8  | 8  | 8  | 7  | 8  | 8  | 7  | 7  | 8  |   |
| Dinamo București             | 12            | 16 | 12 | 14 | 9  | 8  | 8  | 8  | 8  | 7  | 8  | 7  | 6  | 6  | 7  | 8  | 7  | 6  | 6  | 7  | 7  | 7  | 6  | 6  | 6  | 6  | 6  | 6  | 6  | 6  | 6  | 6  | 6  | 6  |   |
| Farul Constanța              | 15            | 14 | 16 | 12 | 14 | 15 | 15 | 16 | 16 | 14 | 12 | 14 | 13 | 13 | 14 | 14 | 12 | 11 | 12 | 13 | 12 | 12 | 12 | 10 | 10 | 10 | 9  | 10 | 9  | 10 | 11 | 12 | 11 | 12 |   |
| Foresta Fălticeni            | 13            | 15 | 13 | 16 | 10 | 10 | 10 | 11 | 9  | 11 | 11 | 13 | 12 | 12 | 13 | 13 | 15 | 15 | 14 | 14 | 15 | 15 | 14 | 14 | 15 | 15 | 12 | 14 | 13 | 14 | 14 | 15 | 16 | 15 |   |
| Gloria Bistrița              | 1             | 8  | 10 | 7  | 8  | 9  | 11 | 10 | 12 | 10 | 10 | 9  | 11 | 10 | 11 | 12 | 13 | 12 | 13 | 12 | 13 | 13 | 13 | 11 | 11 | 11 | 11 | 11 | 14 | 11 | 10 | 10 | 10 | 11 |   |
| Jiul Petroșani               | 18            | 18 | 18 | 18 | 18 | 18 | 18 | 18 | 18 | 18 | 18 | 18 | 18 | 18 | 18 | 18 | 18 | 18 | 18 | 18 | 18 | 18 | 18 | 18 | 18 | 18 | 18 | 18 | 18 | 18 | 18 | 18 | 18 | 18 |   |
| Oțelul Galați                | 2             | 1  | 1  | 1  | 1  | 2  | 3  | 3  | 2  | 1  | 1  | 1  | 2  | 1  | 2  | 1  | 3  | 2  | 2  | 3  | 3  | 3  | 3  | 3  | 3  | 3  | 4  | 5  | 5  | 4  | 4  | 4  | 4  | 4  |   |
| Petrolul Ploiești            | 16            | 13 | 14 | 11 | 13 | 13 | 14 | 13 | 10 | 12 | 9  | 12 | 9  | 9  | 9  | 9  | 9  | 9  | 9  | 10 | 10 | 11 | 11 | 13 | 13 | 13 | 14 | 12 | 11 | 13 | 13 | 13 | 13 | 14 |   |
| Național București           | 4             | 2  | 2  | 2  | 4  | 4  | 2  | 2  | 5  | 2  | 4  | 3  | 4  | 4  | 4  | 4  | 4  | 4  | 4  | 4  | 4  | 4  | 4  | 4  | 4  | 4  | 3  | 3  | 4  | 5  | 5  | 5  | 5  | 5  |   |
| Rapid București              | 11            | 6  | 8  | 5  | 5  | 5  | 5  | 5  | 4  | 4  | 3  | 4  | 3  | 2  | 1  | 2  | 1  | 3  | 3  | 2  | 2  | 2  | 2  | 2  | 2  | 2  | 2  | 2  | 1  | 1  | 1  | 2  | 1  | 2  |   |
| Sportul Studențesc București | 17            | 17 | 17 | 17 | 17 | 17 | 17 | 15 | 14 | 13 | 14 | 11 | 14 | 14 | 15 | 15 | 14 | 14 | 15 | 17 | 17 | 17 | 17 | 17 | 17 | 17 | 17 | 17 | 17 | 17 | 17 | 17 | 17 | 17 |   |
| Steaua București             | 7             | 3  | 3  | 4  | 3  | 3  | 4  | 4  | 3  | 3  | 2  | 2  | 1  | 3  | 3  | 3  | 2  | 1  | 1  | 1  | 1  | 1  | 1  | 1  | 1  | 1  | 1  | 1  | 2  | 2  | 2  | 1  | 2  | 1  |   |
| Chindia Târgoviște           | 9             | 7  | 9  | 13 | 15 | 16 | 16 | 17 | 17 | 17 | 17 | 17 | 17 | 16 | 16 | 16 | 16 | 16 | 16 | 15 | 16 | 14 | 16 | 16 | 16 | 16 | 16 | 16 | 15 | 16 | 16 | 16 | 15 | 16 |   |
| Universitatea Cluj           | 14            | 9  | 11 | 15 | 16 | 14 | 13 | 14 | 15 | 16 | 15 | 15 | 15 | 15 | 12 | 11 | 11 | 13 | 11 | 11 | 11 | 10 | 10 | 12 | 12 | 14 | 15 | 15 | 16 | 15 | 15 | 14 | 14 | 13 |   |

| Câștigătorii Diviziei A, ediția 1997/1998 |
| ----------------------------------------- |
| Steaua București Al 20-lea Titlu          |

## Rezultate
| Oaspeți ► Gazde ▼                          | ARG | BAC | RES | CEA | UCR | DIN | FAR | FOR | GBI | JIU | OȚE | PET | NAT | RAP | SPO | STE | CHI | UCL |
| ------------------------------------------ | --- | --- | --- | --- | --- | --- | --- | --- | --- | --- | --- | --- | --- | --- | --- | --- | --- | --- |
| Argeș Pitești                              | —   | 4–0 | 2–1 | 1–0 | 1–0 | 2–1 | 2–0 | 2–1 | 3–0 | 1–0 | 1–1 | 2–0 | 0–0 | 0–3 | 0–0 | 3–2 | 2–1 | 0–2 |
| Bacău                                      | 5–3 | —   | 0–1 | 2–0 | 0–1 | 3–0 | 1–0 | 0–0 | 0–0 | 3–0 | 0–1 | 2–0 | 2–2 | 1–0 | 1–0 | 1–1 | 1–1 | 2–0 |
| Reșița                                     | 2–1 | 1–1 | —   | 5–1 | 2–1 | 0–0 | 2–1 | 2–0 | 3–1 | 4–1 | 3–0 | 2–0 | 1–0 | 1–6 | 2–1 | 0–2 | 6–1 | 2–0 |
| Ceahlăul Piatra Neamț                      | 2–0 | 1–0 | 1–0 | —   | 3–2 | 2–1 | 1–0 | 2–1 | 2–0 | 6–1 | 0–0 | 0–0 | 1–3 | 2–1 | 3–1 | 1–2 | 2–2 | 1–0 |
| Universitatea Craiova                      | 1–2 | 0–2 | 1–1 | 4–1 | —   | 2–1 | 4–1 | 2–0 | 4–0 | 7–0 | 0–2 | 2–1 | 5–1 | 2–2 | 1–0 | 1–2 | 4–0 | 2–0 |
| Dinamo București                           | 2–0 | 6–2 | 1–1 | 2–0 | 3–0 | —   | 5–3 | 2–0 | 4–3 | 7–1 | 2–0 | 3–0 | 4–2 | 0–2 | 2–0 | 1–3 | 4–1 | 2–1 |
| Farul Constanța                            | 1–1 | 0–3 | 1–1 | 1–0 | 2–1 | 2–1 | —   | 1–0 | 4–2 | 3–0 | 1–0 | 1–0 | 1–0 | 0–1 | 3–1 | 2–2 | 1–0 | 1–3 |
| Foresta Fălticeni                          | 1–2 | 2–0 | 2–1 | 1–1 | 0–1 | 3–1 | 0–2 | —   | 3–0 | 1–0 | 1–0 | 1–0 | 0–0 | 1–1 | 4–2 | 0–2 | 2–0 | 0–0 |
| Gloria Bistrița                            | 3–2 | 3–1 | 4–1 | 2–1 | 2–0 | 3–2 | 4–1 | 0–0 | —   | 3–0 | 0–3 | 2–1 | 3–1 | 2–3 | 3–0 | 0–1 | 1–1 | 2–2 |
| Jiul Petroșani                             | 0–5 | 3–2 | 1–1 | 1–4 | 2–5 | 2–5 | 1–0 | 0–3 | 0–5 | —   | 0–2 | 0–2 | 1–2 | 2–6 | 1–0 | 0–2 | 0–1 | 0–4 |
| Oțelul Galați                              | 1–0 | 1–2 | 3–1 | 2–0 | 1–1 | 1–0 | 1–0 | 3–0 | 3–0 | 7–0 | —   | 2–0 | 3–2 | 1–0 | 4–0 | 0–2 | 2–1 | 3–0 |
| Petrolul Ploiești                          | 2–3 | 2–2 | 2–1 | 3–0 | 2–1 | 1–2 | 1–2 | 1–1 | 4–1 | 2–0 | 1–1 | —   | 1–1 | 1–1 | 2–1 | 1–2 | 4–1 | 2–1 |
| Național București                         | 0–0 | 2–0 | 2–0 | 5–1 | 3–2 | 1–1 | 2–0 | 3–0 | 2–0 | 3–0 | 2–0 | 1–0 | —   | 1–2 | 2–1 | 1–4 | 5–1 | 1–0 |
| Rapid București                            | 1–2 | 2–1 | 1–0 | 0–0 | 2–1 | 2–0 | 3–0 | 3–0 | 2–1 | 5–0 | 1–0 | 2–1 | 2–1 | —   | 1–0 | 1–1 | 3–0 | 2–0 |
| Sportul Studențesc București               | 0–2 | 3–0 | 1–4 | 0–0 | 1–3 | 1–0 | 4–0 | 2–2 | 2–3 | 3–1 | 0–1 | 1–2 | 0–1 | 0–4 | —   | 1–1 | 4–1 | 0–1 |
| Steaua București                           | 3–1 | 1–0 | 5–1 | 3–1 | 2–1 | 5–0 | 1–0 | 3–1 | 5–2 | 5–1 | 1–3 | 0–1 | 2–4 | 2–2 | 4–1 | —   | 5–0 | 2–1 |
| Chindia Târgoviște                         | 2–4 | 1–1 | 2–1 | 0–3 | 2–1 | 1–0 | 1–1 | 1–0 | 1–1 | 4–0 | 4–2 | 1–1 | 2–0 | 0–2 | 2–1 | 1–2 | —   | 2–0 |
| Universitatea Cluj                         | 0–2 | 0–0 | 3–1 | 3–3 | 2–2 | 0–1 | 3–0 | 1–1 | 1–0 | 3–0 | 2–0 | 2–0 | 0–1 | 0–1 | 4–0 | 2–3 | 1–1 | —   |
| Câștigă gazdele; Remiză; Câștigă oaspeții. |     |     |     |     |     |     |     |     |     |     |     |     |     |     |     |     |     |     |

## Golgheteri
- Vasile Oană - Gloria Bistrița - 22
- Constantin Barbu - Argeș Pitești - 15
- Valentin Ștefan - Oțelul Galați - 14
- Ionel Dănciulescu - Steaua București - 13
- Lucian Marinescu - Rapid București - 13
- Daniel Pancu - Rapid București - 11
- Ionel Ganea - Universitatea Craiova - 11
- Adrian Mihalcea - Dinamo București - 11
- Daniel Iftodi - Rapid București - 10
- Cristian Ciocoiu - Steaua București - 10
- Marius Popescu - Universitatea Cluj - 9
- Vasile Ciocoi - CSM Reșița - 9
- Leontin Doană - CSM Reșița - 9
- Adrian State - Oțelul Galați - 9
- Dragoș Mihalache - Petrolul Ploiești/Oțelul Galați - 9
- Ovidiu Maier - Gloria Bistrița - 8
- Florentin Petre - Dinamo București - 8
- Vasile Bârdeș - Argeș Pitești - 8
- Eugen Trică - Universitatea Craiova - 7
- Mihai Ionescu - Ceahlăul Piatra Neamț - 7
- Adrian Pigulea - Național București - 6
- Constantin Enache - Ceahlăul Piatra Neamț - 6
- Dumitru Târțău - Rapid București - 6
- Viorel Tănase - Oțelul Galați - 6
- Daniel Rednic - Dinamo București - 5
- Ovidiu Marc - Ceahlăul Piatra Neamț - 5
- Horațiu Cioloboc - Universitatea Cluj - 5
- Grigorie Tudor - Farul Constanța - 5
- Bogdan Andone - Farul Constanța/Rapid București - 5